# Alberto Torriani
Mons. Alberto Torriani (* 3. listopadu 1971 Bollate) je italský římskokatolický duchovní a arcibiskup Crotone-Santa Severina.

## Život
Narodil se 3. listopadu 1971 v Bollate.
Vstoupil do arcibiskupského semináře v Milánu. Po získání bakalářského titulu z teologie byl 3. října 1999 kardinálem Carlem Maria Martinim vysvěcen na jáhna a 10. června 2000 na kněze. Byl inkardinován do milánské arcidiecéze. Po vysvěcení působil ve farnosti San Biagio v Monze. Roku 2008 byl ustanoven farním vikářem farností Santa Gemma a San Pio X. Působil jako člen kněžské rady arcidiecéze.
Dne 1. září 2011 se stal rektorem školy Collegio Rotondi v Gorla Minore, kde později působil jako ředitel. Dne 11. prosince 2024 jej papež František jmenoval arcibiskupem Crotone-Santa Severina. Biskupské svěcení přijal 22. února 2025 z rukou arcibiskupa Maria Enrica Delpini a spolusvětiteli byli biskup Paolo Martinelli a biskup Michele Di Tolve. Uveden do úřadu byl 30. března.